# Friedrich Heydenau
Friedrich Heydenau (als Friedrich Oppenheimer, * 4. Juli 1886 in Wien, Österreich-Ungarn; † 9. August 1960 ebenda) war ein österreichischer Schriftsteller.

## Leben
Friedrich Oppenheimer entstammte einer jüdischen Familie, er war ein Bruder Max Oppenheimers. Sein Vater Ludwig Oppenheimer war Redakteur und Journalist. Er besuchte die Kadettenschule und war im Ersten Weltkrieg Offizier und wurde schwer verwundet. Ab 1927 war er als freier Schriftsteller tätig, nach 1936 verwendete er das Pseudonym Friedrich Heydenau. In seinem ersten Roman Sarajevo – Das Schicksal Europas behandelte er seine Erlebnisse vor Ausbruch des Ersten Weltkriegs. Nach dem „Anschluss Österreichs“ floh er mit seiner Frau Irma aus Wien. Nach einem Aufenthalt in Stockholm lebte er bis zu seiner Rückkehr 1947 in den Vereinigten Staaten in Connecticut und New York.

## Werke (Auswahl)
- Sarajevo – Das Schicksal Europas, Roman, Phaidon, Wien 1931
- Wuk, der Wolf, Erzählung, S. Fischer, Berlin 1932
- Der Leutnant Lugger, Roman, S. Fischer, Berlin 1934
- Hejo und Hila, Roman, S. Fischer, Berlin 1935
- The Wrath of the Eagles. A Novel of the Chetniks, (Der Zorn der Adler), E.P. Dutton, New York 1943
- Die Sehnsucht, frei zu sein (entstanden in New York)
- Österreichische Rhapsodie, Roman, Prachner, Wien 1951 (entstanden in New York)
- Gouvero, der Mann der Amerika gründen half, Roman, Zimmer & Herzog, Berchtesgaden 1952 (entstanden in New York 1941)
- Auf und Ab, Roman, Österreichische Verlagsanstalt, Innsbruck 1953 (entstanden in New York 1942)
- Jenseits von gestern oder Der unheilige Franziskus, Das Bergland-Buch, Salzburg 1955 (entstanden in Stockholm 1939)
- Geliebter Buchladen. Buchgestaltung von Carry Hauser. Buchhandlung W. Herzog, Wien 1955